# Eurychoria perata
Eurychoria perata är en fjärilsart som beskrevs av Louis Beethoven Prout 1928. Eurychoria perata ingår i släktet Eurychoria och familjen mätare. Inga underarter finns listade i Catalogue of Life.